# Martes crassidens
Martes crassidens, или китайская куница — вид куниц, обитавший в Восточной Азии, особенно в Китае. Она принадлежит к семейству куньих (Mustelidae), в которое также входят ласки, выдры и хорьки. Китайская куница характеризуется стройным телом, пушистым хвостом и отличительной окраской шерсти, которая обычно включает в себя смесь коричневых и желтоватых тонов.

## Общее описание
Эти животные, как и другие куницы, должны были вести древесный образ жизни и обитать в лесах, где могли лазить по деревьям и охотиться на мелких млекопитающих, птиц, а также есть фрукты. Они играли важную роль в своей экосистеме как хищники и жертвы.

## История обнаружения
Китайские и уральские палеонтологи обнаружили в пещере Цзиньюань (провинция Ляонин на северо-востоке Китая) окаменелости куниц периода раннего — среднераннего плейстоцена (1,7–2,2 млн лет назад). В результате исследований обнаружилось, что это новый вид куниц, который ученые назвали Martes crassidens. Челюсти, найденные палеонтологами в Китае, — самые ранние окаменелости, которые могут принадлежать предку современных куниц Голарктики. Результаты исследований и фотографии находок опубликованы в журнале Quaternary International.

## Исследование
В результате исследований обнаружилось, что это новый вид куниц, который ученые назвали Martes crassidens. Челюсти, найденные палеонтологами в Китае, — самые ранние окаменелости, которые могут принадлежать предку современных куниц Голарктики. Результаты исследований и фотографии находок опубликованы в журнале Quaternary International.
Морфологическое сравнение, морфометрический и морфотипический анализы показали, что ископаемый вид демонстрирует явное сходство с группой современных куниц, проживающих в голарктической области — с лесной куницей, соболем, японским соболем и американской куницей. Но находка имеет и уникальные черты. К примеру, относительно большой размер зубов, очень крепкие плотоядные зубы, высокую коронку m1 с относительно коротким талонидом, который отличается от любых живых и известных ископаемых видов. Такие морфологические особенности предполагают потребление более грубой пищи и тяготение к „дурофагии“ — пищевому поведению, при котором животные поедают организмы с твердым панцирем. Напрямую специализацию Martes crassidens нельзя связать с дурофагией, можно лишь отметить что эта древняя куница имела более крепкие и прочные зубы, чем ее современные родственники.
С одной стороны, они отличаются от известных ископаемых куниц, а с другой — схожи с современными видами, проживающими в Голарктическом регионе. Поэтому ученые предположили, что новый вид — это предковая форма современных куниц. В целом куницы появились еще в плиоцене (5,3–2,6 млн лет назад), а современные виды — в раннем — среднераннем плейстоцене (1,7–2,2 млн лет назад).
Чтобы определить таксономическую принадлежность, найденные челюсти ученые сравнили с коллекционными образцами из Американского музея естественной истории (Нью-Йорк, США), Национального музея естественной истории (Вашингтон, США), Института зоологии и Института палеонтологии позвоночных и палеоантропологии Китайской академии наук (Пекин, Китай), Даляньского музея естественной истории (Далянь, Китай) и Музея Института экологии растений и животных УрО РАН (Екатеринбург, Россия). Описанная находка является ключевым звеном для понимания эволюции куниц на этапе видообразования современных форм.
Предполагается, что предок голарктической группы куниц расселился в северной части Азии, о чем свидетельствуют находки, а затем расселился по другим частям Голарктического пространства. Это наиболее простое объяснение биогеографии куниц. С другой стороны, плотоядные животные очень подвижны, и для проверки этой гипотезы потребуется больше ископаемых материалов.